# کفشک سرتخت
کفشک سرتخت (نام علمی: Hippoglossoides dubius) نام یک گونه از سرده زبان‌اسبی‌واران است.